# Vieille femme racontant l'histoire de Psyché
 (juillet 2025).
 (juin 2014).
Si vous disposez d'ouvrages ou d'articles de référence ou si vous connaissez des sites web de qualité traitant du thème abordé ici, merci de compléter l'article en donnant les références utiles à sa vérifiabilité et en les liant à la section « Notes et références ».
La Vieille femme racontant l'histoire de Psyché est une plaque d'émail peinte en grisaille datant de la Renaissance française et provenant de la région du Limousin, et retrouvée à Limoges dans un coffret.
Cette représentation du mythe de Psyché aurait été ensuite gravée par un artiste reconnu, dénommé « le Maître au Dé ». L'annotation « D'après la composition de Raphaël » s'ajoute au nom de l'artiste.

## Histoire de l'œuvre et artiste
D'après les archives du musée des Beaux-Arts de Lyon, l’œuvre aurait fait son entrée au sein des collections lyonnaises par le biais du legs Lambert, en 1850. Jacques-Amédée Lambert était un médecin lyonnais, propriétaire de terrains dans le 7e arrondissement de Lyon et surtout un collectionneur qui aurait légué une collection d'objets d'art, de monnaies et de livres au musée des Beaux-Arts, comportant l’œuvre qui nous intéresse.
Cette dernière serait donc attribuée à Martin Didier Pape, artiste méconnu du patrimoine français. On peut cependant retrouver nombre de ses travaux sur émail au Walters Art Museum à Baltimore (Maryland), de renommée internationale. Il s'efforce de représenter des scènes empruntées à la mythologie grecque (le mythe de Médée), ou à la chrétienté (la vie de Saint Jean-Baptiste).

## Description de l’œuvre
La plaque d'émail est composée de grisaille essentiellement mais aussi de quelques notes bleues qui donnent à l’œuvre un aspect général assez morne et mystique. Une vieille femme (à l'apparence d'une fermière) est assise sur un banc en pierre avec un bâton à sa main et un chien à ses pieds. À ses côtés se trouve une jeune fille qui se montre attentive et captivée par l'histoire que semble lui raconter la vieille femme. On se trouve probablement devant la demeure de cette vieille femme, probablement la grand-mère de la jeune fille, ou bien une habitante du village ; puisqu'on se trouve dans un décor rural. Cette demeure à l'aspect lugubre et rustique pourrait être assimilée à une grotte. On retrouve de plus l'âne à la gauche de l'image, surveillant la discussion et les deux femmes. Tout ceci fait référence à l'épisode de l'âne d'or d’Apulée, et au mythe de Psyché, qui est une création originale d'Apulée.

### L’histoire de Psyché
Psyché est une femme d’une grande beauté, tout comme ses deux sœurs, mais elle ne parvient pas à trouver un mari sa beauté, étant si grande que les gens la vénère comme une divinité. La déesse de l’amour Aphrodite, jalouse de l’extrême beauté de la jeune femme charge Éros de la rendre amoureuse d’un humain absolument repoussant. Mais Eros se blesse avec une de ses propres flèches et tombe éperdument amoureux de Psyché. Cette dernière est conduite par Eros dans un sublime palais ou elle vit en sa compagnie sans connaître néanmoins son identité et ne pouvant voir son visage. Ses sœurs rendent un jour visite à Psyché et la pousse à découvrir la véritable identité de son mystérieux amant pendant son sommeil, chose que s’empresse de faire Psyché. Mais la jeune femme réveille Eros qui, furieux, s’enfuit. Elle cherche donc à mettre fin à ses jours en se jetant dans une rivière mais la divinité de la nature, Pan, sauve Psyché et lui conseille de retrouver Eros pour lui prouver son amour. Le périple de Psyché l’amène jusqu’à Aphrodite qui la soumet à toutes sortes d’épreuves plus difficiles les unes que les autres comme par exemple rapporter l’eau du Styx.
Psyché est à chaque fois aidée par la nature (une montagne, un roseau, un aigle...) alors qu’elle est sur le point d’échouer. Lors de sa dernière épreuve pendant laquelle elle doit enfermer une partie de la beauté de Perséphone, reine des enfers, elle commet l’erreur de se servir de cette beauté en ouvrant la boîte qui la renferme pour tenter de séduire à nouveau son bien-aimé Eros, alors retenu par Aphrodite dans un palais ; Psyché tombe alors dans un sommeil profond. Eros s’enfuit et réveille sa bien-aimée, l’amène devant Zeus et l’épouse. Psyché devient donc à son tour une déesse.
La présence de l’âne sur la plaque d’émail, qui  peut dans un premier temps sembler anodine si l’on tient compte du décor rural qui prend place sur l’œuvre possède une signification : Apulée (123-170) a rédigé au IIe siècle un livre appelé Les Métamorphoses mais que l’on connaît également sous le nom de L’Âne d’or (en latin : Asinus Aureus) dans lequel le personnage principal Lucius est transformé par erreur en âne et dont les péripéties nous sont racontées. Apulée se sert de l’âne comme intermédiaire pour raconter le mythe de Psyché. L’âne est ainsi le témoin d’une discussion entre une grand mère et une jeune fille ce qui explique sa présence en retrait sur l’œuvre de Martin Didier Pape.
Le titre du livre d’Apulée, Les Métamorphoses, fait référence à celui d’Ovide, qui porte le même nom et qui relate des transformations d’humains en animaux similaires.

## Sources d'inspiration de l’œuvre
L'influence première pour la composition de cette plaque aurait été l'une des estampes du Maître au Dé qui furent particulièrement populaires à son époque, auprès des ateliers du limousin (artisan d'influence régionale importante).
Une plaque sur le même sujet, attribuée à Pierre Courteys (An old woman narrating the story of Psyché), est conservée à Los Angeles au musée d'art du comté. Elle évoque l'existence d'une autre plaque similaire (« a grisaille plaque »), attribuée à Martin Didier Pape.
Une autre influence est sans doute l'émailleur et graveur français Léonard Limosin, très réputé en son temps (certaines de ses œuvres sont exposées au musée du Louvre et au musée des Beaux-Arts de Limoges). Il exerçait principalement à Limoges et reproduisait lui aussi les estampes du Maître au dé, en grisaille. Une suite de pièces représente notamment les divers épisodes de cette fable de Psyché.
Différents artistes de la même époque, que l'on retrouve sur des registres de personnes notables ayant exercé ou habité à Limoges au XVIe siècle, ont travaillé sur le même sujet : le mythe de Psyché, et particulièrement en réalisant des objets d'art que l'on retrouve aujourd'hui dans différents musées français et américains. Parmi eux : Johan Courteys, né en 1531 et probablement apparenté à Pierre Courteys travaillait dans le tissu et était proche de Martin Didier Pape, né en 1539 d'après le registre. De plus, Léonard Limosin et son frère associé Martin Limosin (qui n'est vraisemblablement pas la même personne que Martin Didier Pape) étaient à la tête d'un riche commerce d'objets d'arts (commandes royales, etc.). Il est supposé que ce groupe d'artistes-artisans ait donné naissance au développement des arts décoratifs à Limoges (porcelaine de Limoges, tissus et mosaïques).
Cependant, ces artistes souhaitaient – en apportant une certaine esthétique à leur œuvre – représenter et rendre leur réalisation significative. En d'autres termes, on ne peut rester indifférent devant le prétendu sens de leur création. Il y a une explication à tout cela, et on peut la trouver grâce à cette indication : « œuvre empruntée dans le cadre de l'exposition Psyché au château d'Azay-Le-Rideau ».
En effet, l'œuvre a été transférée à deux reprises du musée des Beaux-Arts de Lyon : emprunt d'un artiste contemporain canadien (Michael Lexier) et emprunt d'un maître d'exposition dans le but d'une présentation du mythe de Psyché au château d'Azay-le-Rideau.
Le mythe a été totalement oublié durant la période du Moyen Âge puis redécouvert à la Renaissance comme nombre de savoirs antiques. Ainsi, la volonté des « artisans du limousin » était de diffuser le savoir, d'ouvrir le peuple français à la connaissance de ces mythes antiques qui étaient inconnus.
L'analphabétisme touchant encore une importante partie de la population, le plus simple moyen était d'utiliser la représentation graphique, insérée sur les objets qu'ils créaient. Ces représentations présentes sur des objets communs, voire d'usage quotidien (assiettes et plats de cuisine  ou tapis, toiles et émaillerie décorative pour les plus riches) rendant l'histoire populaire tout en rendant l'objet... objet d'art. D'après cette analyse, ces artisans auraient donc vu dans leurs travaux une forte dimension didactique, caractéristique du mouvement de la Renaissance (cf Raphaël). En souhaitant donner plus de sens à leur création, ils laissent un patrimoine important à la région du limousin. Ils permettent surtout de comprendre les enjeux du siècle de la Renaissance. La vision du monde et les objectifs de ce genre de minorité instruite permettent peu à peu à populariser le savoir.

## Les autres représentations du mythe
Le mythe de Psyché, redécouvert à la Renaissance, est un sujet traité notamment par Raphaël. Une inscription « d'après la composition de Raphaël » est annotée à la fiche d'identité de l’œuvre au musée des Beaux-Arts de Lyon. Il s'agit en effet du décor des plafonds et murs de la loggia de la villa Farnesina, située à Rome. Elle aurait été confiée à Raphaël et son équipe sur demande du banquier Chigi. L’œuvre va façonner un style caractéristique de la Renaissance grâce à l'inspiration amoureuse de Raphaël à l'époque ou il compose cette œuvre. C'est ainsi que l'artiste peint et dépeint l'histoire de Psyché, en se basant sur les textes d'Apulée, retrouvés et traduits au XVIe siècle. Cette légende riche et unique en son genre est magnifiée par le christianisme qui voit dans ce mythe une explication de l'union entre âme et amour divin. Ainsi, s'il est possible de représenter des scènes de la mythologie grecque (donc païennes) au XVIe siècle, c'est parce qu'à partir de cette époque, on comprend les correspondances entre l'explication du monde par la religion et par la mythologie. Il n'est plus question de renier tout rite païen dans le but de promouvoir l'expansion du christianisme puisque celui-ci est déjà prédominant, notamment dans une ville comme celle de Rome.
La Renaissance, d'abord italienne, devenant peu à peu européenne, arrive à Limoges. Certains artistes ont probablement visité Rome, et la loggia peinte par Raphaël. Ils auraient raconté la splendeur du lieu et les enseignements de la mythologie aux autres artistes, qui à leur tour, auraient souhaité diffuser ces enseignements, par le biais de leur composition.
On trouve aussi des représentations du mythe de Psyché dans les galeries du château de Chantilly et notamment dans la galerie de Psyché qui propose un panel de vitraux somptueux dont la composition se rapproche de l’objet d’art de Martin Didier Pape. Une exposition de 51 œuvres d’art ouverte au public s’est déroulée en 2009 au château, permettant ainsi au public de redécouvrir ce mythe cher aux artistes de la Renaissance.
Les vitraux qui constituent l’œuvre majeur du château de Chantilly ont d’abord été commandés pour le château d’Écouen par le connétable Anne de Montmorency en 1530 et réalisés aux alentours de 1544 par Michel Coxcie qui réalise les dessins en utilisant lui aussi la grisaille. Ses sources d’inspirations sont de même les gravures du « maître au Dé » et celles d’Agostino Veneziano.
Les vitraux ne sont transférés au château de Chantilly qu’en 1883 et y restent jusqu’à nos jours.